# Sèrie 4100 de FGV
La sèrie 4100 de FGV és una sèrie d'unitats de tren-tram que presta servici a la divisió del TRAM Metropolità d'Alacant (TRAM) de Ferrocarrils de la Generalitat Valenciana (FGV). Son part del model Stadler CityLink produït a la factoria valenciana de Vossloh/Stadler Rail a Albuixec i comparteixen disseny amb la sèrie 91 de SFM. Actualment (2024), totes nou unitats estan en servici actiu i descansen al depòsit d'El Campello.

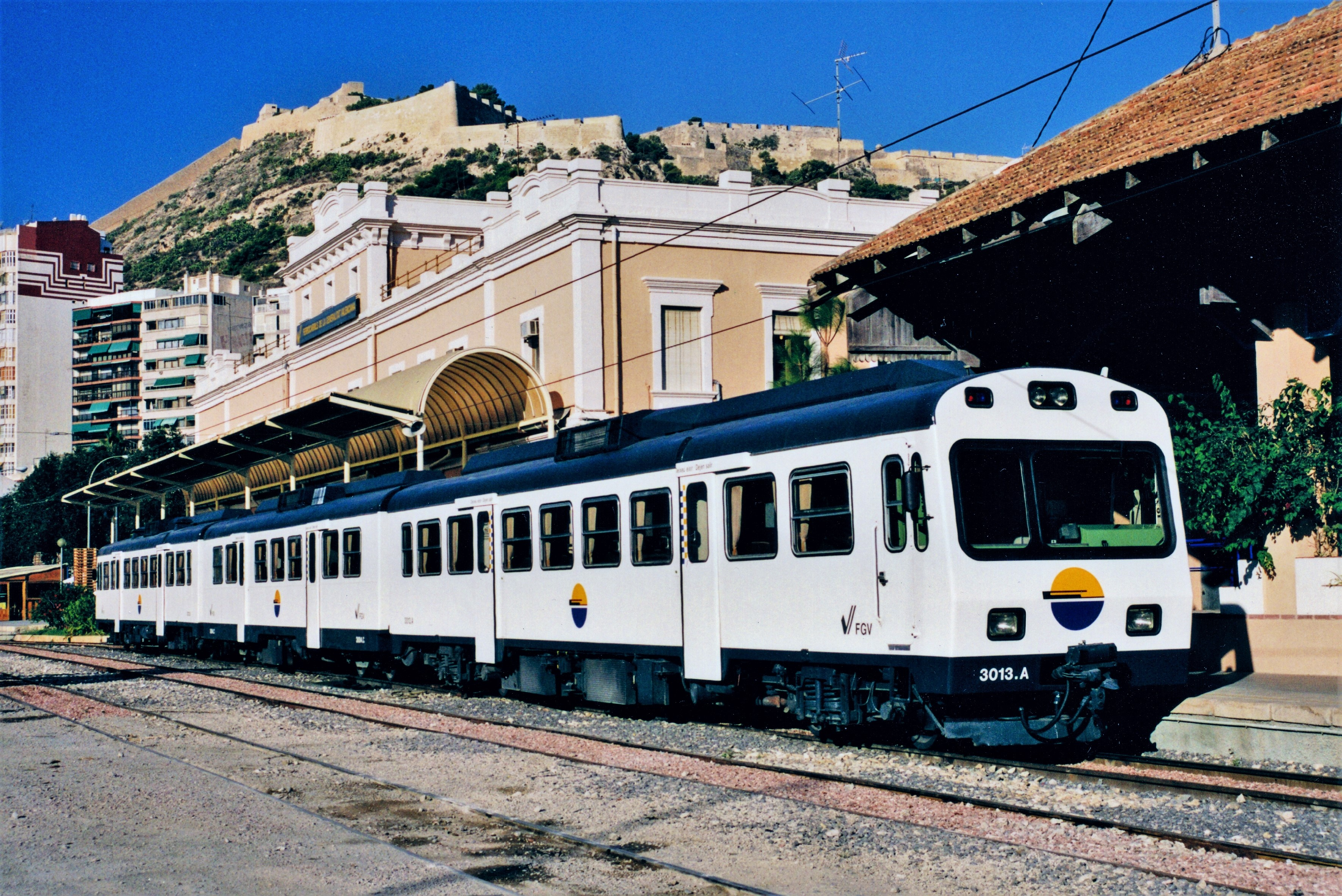
Actual estació de la Marina (1999)

Amb la integració de la xarxa tramviaria d'Alacant i l'antiga línia d'ample mètric d'Alacant a Dénia, coneguda com el trenet de la Marina, se contratà l'adquisició de vehicles de tren-tram que foren capaços de circular i aprofitar ambdós sistemes. El 2003 s'adjudicà a Alstom la construcció en la factoria d'Albuixec de nou vehicles numerats en la sèrie 4100, els quals terminà i entregà Vossloh després del canvi de titularitat de la planta. Per aquestes unitats, FGV hagué de pagar una indemintzació a Alstom per irregularitats al contracte denunciades per altres aspirants al concurs. Els trens foren posats en servici entre els anys 2007 i 2008 i suposà la tornada de les unitats cedides de la sèrie 3800 de FGV a la xarxa de Metrovalència.

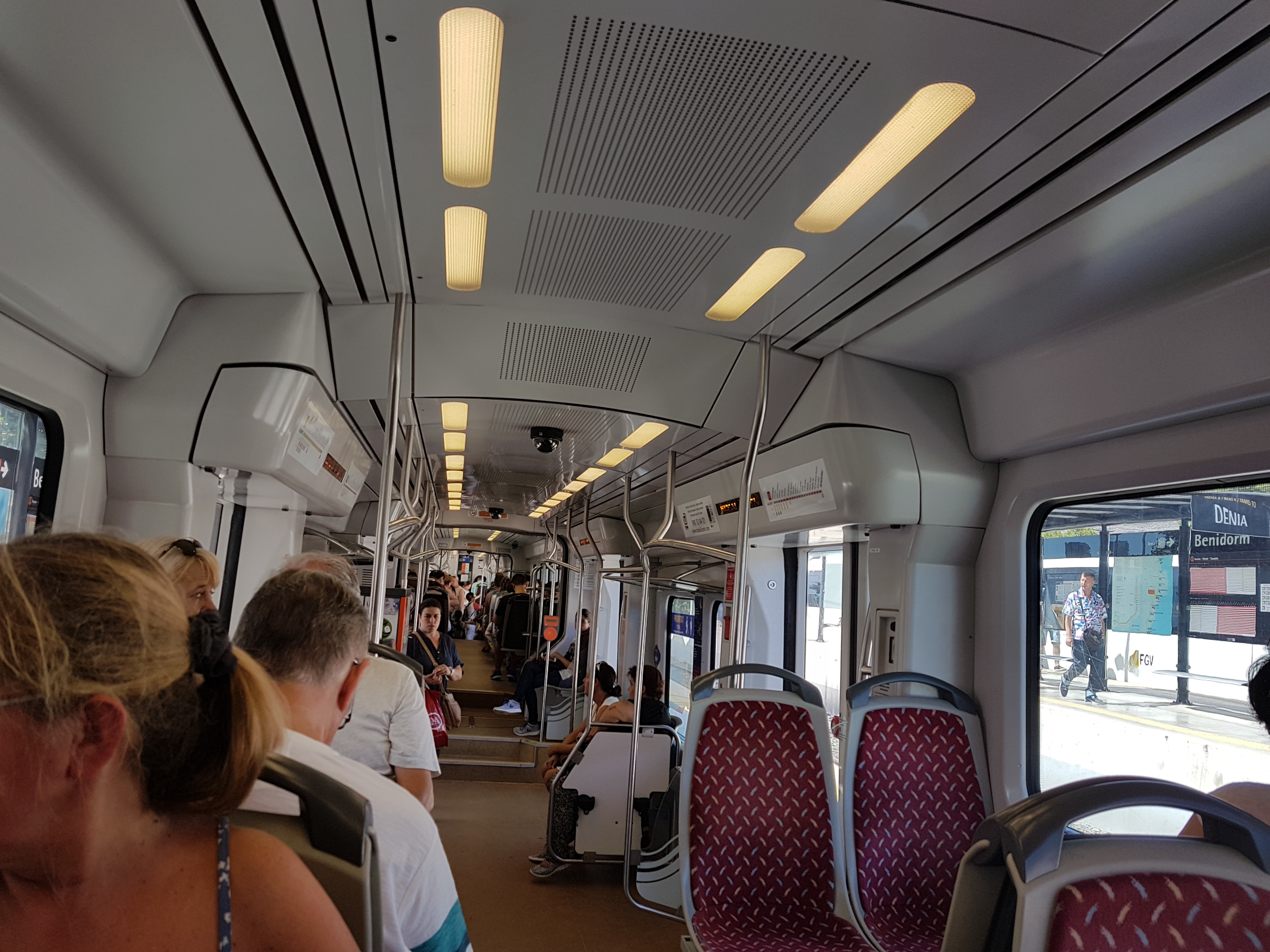
Interior a l'estació de Benidorm

La sèrie 4100 està formada per nou unitats integrades per tres cotxes construits en acer inoxidable. Presenta la particularitat de, mentre el vehicle central se sosté sobre dos bogies, els dos cotxes dels extrems en tenen només un a l'extrem exterior i l'altre es recolza sobre el cotxe central. Tant els bogies dels extrems com el del cotxe central són motrius. La potència conjunta dels sis motors de tracció que disposa és d'uns 840 kW que fa que les unitats arriben a una velocitat de 100 quilòmetres per hora en règim ferroviari i de 70 km/h en el tramviari, així com desenvolupar una acceleració de 1,2 m/s. Pel que fa a la capacitat interior, segons declara FGV, la sèrie 4100 té un aforament de 315 persones.